# Yumiko Takahashi

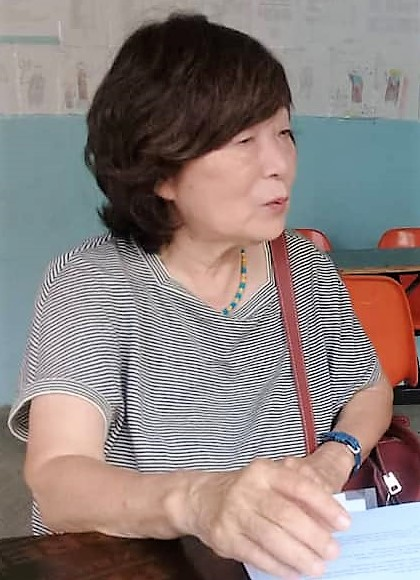
Yumiko Matsuba (2018)

Die Japanerin Yumiko Takahashi　(japanisch 高橋 由美子 Takahashi Yumiko), geborene Yumiko Matsuba (松葉 由美子 Matsuba Yumiko), ist die Gründerin und Direktorin des Matsuba Fund, der Mikrokredite vergibt. Der Sitz der Organisation befindet sich in Colmera, in der osttimoresischen Landeshauptstadt Dili.

## Werdegang und Arbeit des Matsuba Fund
Yumiko Takahashi erhielt 1972 einen Bachelor von der Tōkyō Joshi Daigaku. Im Jahr 2003 gründete sie den Matsuba Fund. Die Non-Profit-Organisation für Mikrokredite soll die Armut in Osttimor bekämpfen. Bei Rückzahlungsproblemen aus familiären Gründen, wird das Geld nicht zwangsweise eingezogen.
Bereits im Jahr 2003 wurden die ersten Kredite in Lospalos vergeben. Die Registrierung beim Forum der Nichtregierungsorganisationen in Osttimor FONGITIL erfolgte 2004 und die Anerkennung der Gemeinnützigkeit beim osttimoresischen Finanzamt 2005. 2006 vergab der Matsuba Fund zinslose Kredite an Witwen der Todesopfern der gewaltsamen Unruhen in diesem Jahr. Von 2011 bis 2012 musste der Matsuba Fund die Arbeit wegen des Tōhoku-Erdbebens aussetzen. 2014 wurde der japanische Zweig des Matsuba Funds gegründet, um in Japan Spenden für Osttimor zu sammeln.
Unterstützt werden auch mehrere Waisenhäuser der Salesianerinnen in Osttimor: In Dili, Lospalos, Baucau, Ainaro und drei weitere.
Im Jahr 2015 hat der Matsuba Fund 16 Mitarbeiter. Die Darlehenssumme betrug in dem Jahr 109.461,60 US-Dollar (davon 10.000 US-Dollar an die Salesianerinnen und 2.500 US-Dollar an die Witwen von 2006). Den Anfang machte Takahashi mit 25.000 US-Dollar aus dem Erbe von ihrem Vater Takuro Matsuba. Dazu kamen Privatspenden. Der Zinssatz liegt bei Zehn Prozent. Drei Prozent gehen als Provision an den Manager, sieben Prozent decken die Kosten für den Fund. Nur einige hundert Dollar können jährlich zurückgelegt werden. Es ist der niedrigste Zinssatz in Osttimor. Kredite an Veteranen des Unabhängigkeitskampfes von der Regierung, werden mit 18 Prozent belegt, Mikrokredite von der Grameen Bank verlangen 24 Prozent.

## Auszeichnungen
Am 6. Mai 2015 wurde Takahashi von Staatspräsident Taur Matan Ruak die Medal des Ordem de Timor-Leste verliehen, als Anerkennung für ihre Arbeit in Osttimor.